# Беринген
Беринген (на нидерландски: Beringen) е град в Североизточна Белгия, окръг Хаселт на провинция Лимбург. Намира се на 12 km северозападно от град Хаселт. Населението му е около 41 100 души (2006).

## Известни личности
Родени в Беринген
- Ингрид Бергманс (р. 1961), джудистка